# HOXB4
HOXB4 (англ. Homeobox B4) – білок, який кодується однойменним геном, розташованим у людей на короткому плечі 17-ї хромосоми. Довжина поліпептидного ланцюга білка становить 251 амінокислот, а молекулярна маса — 27 604.
| 10         |  | 20         |  | 30         |  | 40         |  | 50         |
| ---------- |  | ---------- |  | ---------- |  | ---------- |  | ---------- |
| MAMSSFLINS |  | NYVDPKFPPC |  | EEYSQSDYLP |  | SDHSPGYYAG |  | GQRRESSFQP |
| EAGFGRRAAC |  | TVQRYAACRD |  | PGPPPPPPPP |  | PPPPPPPGLS |  | PRAPAPPPAG |
| ALLPEPGQRC |  | EAVSSSPPPP |  | PCAQNPLHPS |  | PSHSACKEPV |  | VYPWMRKVHV |
| STVNPNYAGG |  | EPKRSRTAYT |  | RQQVLELEKE |  | FHYNRYLTRR |  | RRVEIAHALC |
| LSERQIKIWF |  | QNRRMKWKKD |  | HKLPNTKIRS |  | GGAAGSAGGP |  | PGRPNGGPRA |
| L          |  |            |  |            |  |            |  |            |

A: Аланін

C: Цистеїн

D: Аспарагінова кислота

E: Глутамінова кислота

F: Фенілаланін

G: Гліцин

H: Гістидин

I: Ізолейцин

K: Лізин

L: Лейцин

M: Метіонін

N: Аспарагін

P: Пролін

Q: Глутамін

R: Аргінін

S: Серин

T: Треонін

V: Валін

W: Триптофан

Кодований геном білок за функціями належить до білків розвитку, фосфопротеїнів. 
Задіяний у таких біологічних процесах, як транскрипція, регуляція транскрипції. 
Білок має сайт для зв'язування з ДНК. 
Локалізований у ядрі.